# هواره المقطع
هواره المقطع (عربی: هوارة المقطع) یکی از روستاهای تابع مرکز فیوم در استان فیوم در مصر می‌باشد. برحسب سرشماری سال ۲۰۰۶ تعداد ساکنان در روستای هواره المقطع ۱۸۴۵۰ نفر بوده‌است که ۹۶۵۱ نفر مرد و ۸۷۹۹ نفر زن بوده‌اند.

## هرم هواره

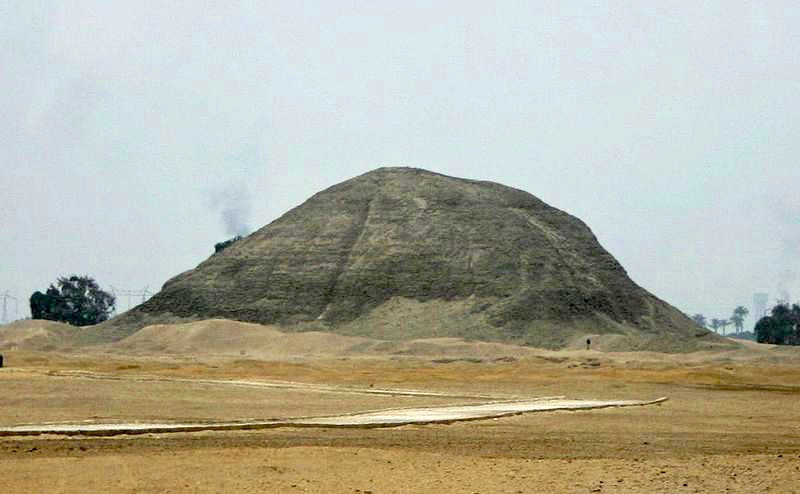
هرم هواره

در این روستا یک هرم وجود دارد که فرعون مصر آمنمهات سوم بعد از انهدام و نابودی هرم اولش که در دهشور بنا و برپا کرده بود این هرم را در این محل بنا نمود. هرم دوم وی نیز از خشت (آجر) پخته ساخته شده‌است که به وسیلهٔ سنگهای الجیری از بیرون پوشیده شده‌است. ارتفاع این هرم بالغ بر ۵۸ متر و طول هر ضلع آن ۱۰۵ متر می‌باشد. دانشمند باستان‌شناس انگلیسی به نام بتری در سال ۱۸۸۹ موفق شد که بداخل هرم رفته و به اتاق دفن فرعون دست پیدا کند، وی در این محل یک تابوت پیدا کرد که از مجموعه ای از سنگهای بزرگ کوارتز ساخته شده بود و وزن آن برابر با ۱۱۰ تن بود، ولی دزدان و سارقان توانستند که به این محل برسند از طریق بازکردن یک مسیر در سقف و هر چیز مهم و گرانبهایی که در این محل بود را به سرقت ببرند. این هرم را فرعون آمنمهات سوم از خاندان دوازدهم فراعنه در این محل بنا نمود. منطقه حول این هرم نیز دارای آثار تاریخی دیگری می‌باشد منجمله مقبره ملکه نفروبتاح (که در سال ۱۹۵۶ کشف شد) و بقایای قصر اللابرنت و قبرستان‌هایی از دوره پیش‌تر و قدیمی‌تر بورتریهات الفیوم آن را کشف کرده بود.

## کاخ هزارتو
این کاخ، پرستشگاه آمنمهات سوم است که در منطقه هواره در جنوب شرق شهر فیوم قرار دارد. فرعون آمنمهات یک پرستشگاه سوگواری پیوسته به هرم هواره ساخت که شامل ۱۲ تالار بود که همه آن‌ها مسقف بودند، شش تالار در جنوب و شش تالار در شمال همگی پیوسته به دهلیزها و اتاق‌های دیگر که دارای دو در رودرروی هم می‌باشند. کل این ساختمان را یک دیوار احاطه کرده بود که طول آن ۲۸۳ متر و عرض آن برابر با ۱۵۸ متر می‌باشد. در این پرستشگاه دو نوع اتاق وجود داشته‌است که نصف آن‌ها در پایین‌تر از سطح زمین و نصف دیگر آن‌ها بالای سطح زمین بوده‌است، تعداد آنها بیش از ۳۰۰ اتاق بوده‌است. اتاق‌های پایینی جایگاه آرامگاه خود فرعون و مومیایی تمساح‌های مقدس بوده‌است. در حال حاضر از این اثر تاریخی چیزی جز بعضی از ستون‌های طبقه بالایی برجا نمانده‌است، طبقه پایینی نیز تاکنون کشف نشده‌است.

## مقبره شاهزاده نفروبتاح
حدوداً یک و نیم کیلومتر قبل از هرم بالای کانال دریای یوسف یکه مقبره وجود دارد که از سنگ الجیری ساخته شده‌است و در داخل آن یک تابوت ساخته شده از گرانیت وجود داشت که به قسمت هیئت آثار تاریخی منتقل شده‌است، در این مقبره همچنین یک سینی و تعدادی قربانی و سه ظرف از نقره خالص و همین‌طور گردنبند قیمتی شاهزاده نفروبتاح دختر فرعون آمنمهات سوم پیدا شده‌است.